# Trafikskola

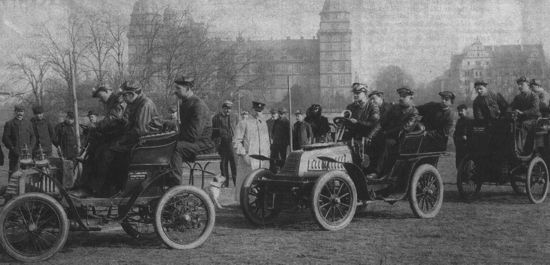
Trafikskola vid början av 1900-talet

Trafikskola, eller körskola, är en institution som bedriver körkortsutbildning.